# Тис, Ги
Ги Тис (нидерл. Guy Thys; 6 декабря 1922, Антверпен — 1 августа 2003, Антверпен, Фламандский регион) — бельгийский футболист и тренер, играл на позиции нападающего.

## Биография
Тис родился 6 декабря 1922 года в Антверпене. Его карьера игрока длилась 19 лет (1939—1958). За это время он сыграл за такие бельгийские клубы, как «Беерсхот», «Даринг (Моленбек)» и «Стандард» из города Льеж. За сборную Бельгии провёл 2 матча.
С 1954 по 1958 года был играющим тренером в бельгийском клубе «Серкль Брюгге». В сезоне 1958/59 Ги исполнял те же обязанности в «Локерене». Полноправным тренером он стал в «Везел Спорте», а также был им в «Херенталсе», «Беверене», «Юнионе» и «Антверпене». Последнюю команду, тренируя с 1973 по 1976 года, вывел в финал Кубка Бельгии и дважды завоевал 2-е место в национальном чемпионате. Благодаря этим успехам Тис был назначен в 1976 году главным тренером сборной Бельгии, где проработал до 1989 года. Из 101 игры сборной было одержано 45 побед. Через 8 месяцев после ухода снова возглавил сборную Бельгии, для того чтобы сборная хорошо выступила на чемпионате мира 1990 года в Италии. Тогда Бельгия дошла до 1/8 финала, где проиграла Англии в дополнительное время. Окончательно Тис ушёл в отставку в 1991 году.
Под его руководством «красные дьяволы» дважды принимали участие в чемпионате Европы и три раза на чемпионате мира. На чемпионате Европы 1980 года сборная оступилась только в финале сборной ФРГ. В первом матче чемпионата мира 1982 года, Бельгия удивила весь мир, победив действующих чемпионов мира сборную Аргентину со счетом 1-0. Но наибольшая известность к Тису пришла в 1986 году, когда Бельгия заняла четвёртое место на чемпионате мира 1986 года в Мексике. Тогда она обыграла Испанию и СССР, но в полуфинале была остановлена Аргентиной, во главе которой был Диего Марадона.
Ги Тис умер 1 августа 2003 года в Антверпене после продолжительной болезни.

## Достижения

### Как игрок
«Стандард»
- Обладатель Кубка Бельгии: 1953/54

### Как тренер
«Беверен»
- Чемпион Второго дивизиона Бельгии: 1966/67

«Антверпен»
- Вице-чемпион Бельгии: 1973/74, 1974/75
- Финалист Кубка Бельгии: 1974/75

Бельгия
- 4-е место на чемпионате мира 1986 года в Мексике
- Вице-чемпион чемпионата Европы 1980 года в Италии